# Geometria sferyczna

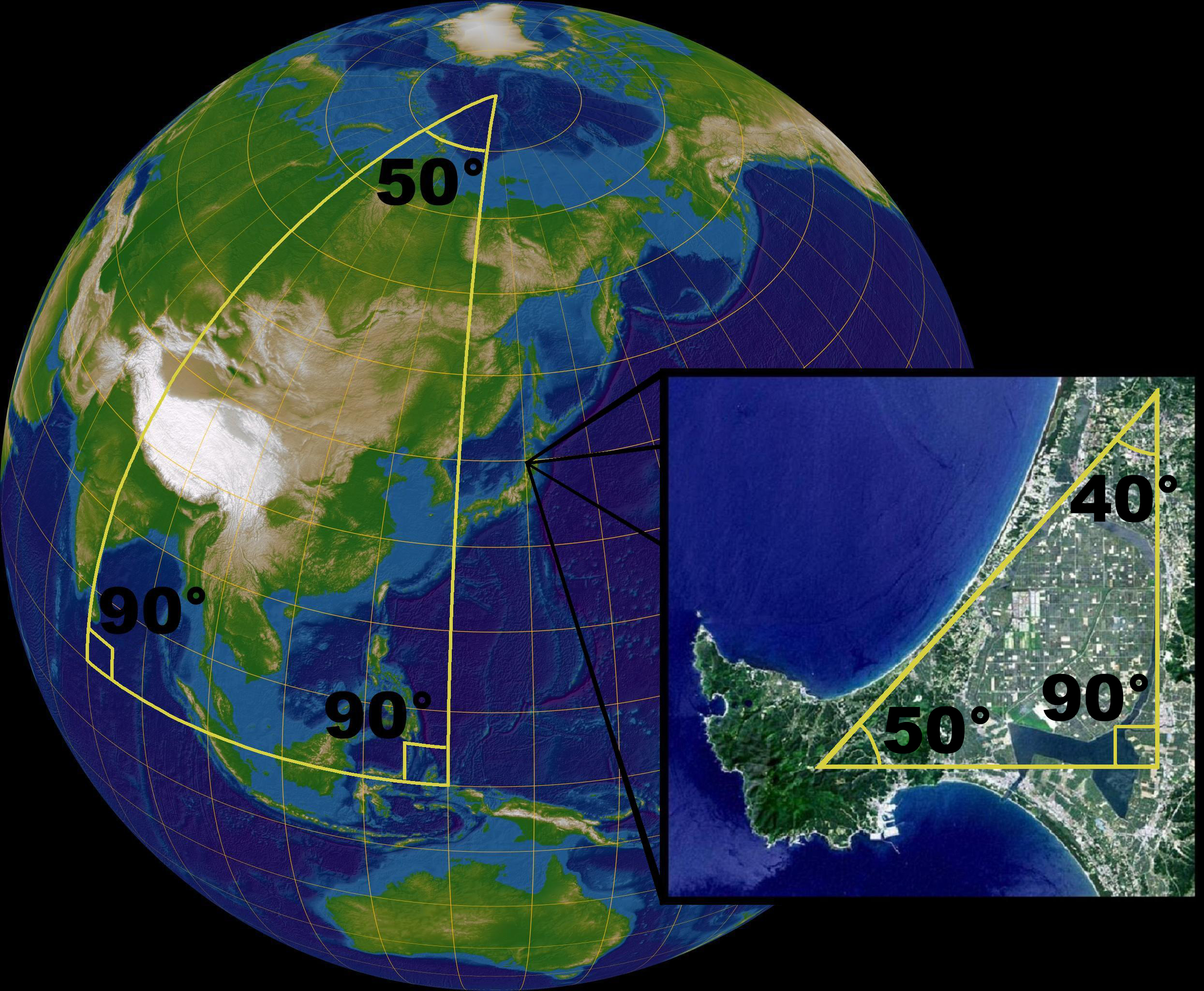
Na sferze suma kątów wewnętrznych trójkąta jest zawsze większa od 180°

Geometria sferyczna – geometria powierzchni kuli (czyli geometria sfery). Geometria ta była badana przez starożytnych Greków (Menelaos z Aleksandrii, Klaudiusz Ptolemeusz) ze względu na potrzeby nawigacji oraz astronomii. 
Geometria sferyczna jest przykładem geometrii nieeuklidesowej o stałej dodatniej krzywiźnie. Od geometrii eliptycznej różni się tym, że nie każde dwa punkty jednoznacznie wyznaczają prostą. W szczególności prostymi w typowym „geograficznym” modelu geometrii sferycznej są koła wielkie sfery, a punkty antypodyczne nie wskazują jednoznacznie o które koło wielkie chodzi.
Metryką w tym modelu jest miara kąta o wierzchołku w środku sfery i ramionach przechodzących przez punkty dla których liczona jest odległość. Wymiar sfery (taki jaki płaszczyzny, o 1 mniejszy od wymiaru kuli) jest wymiarem geometrii sferycznej.